# Mistrzostwa świata w szachach 1981

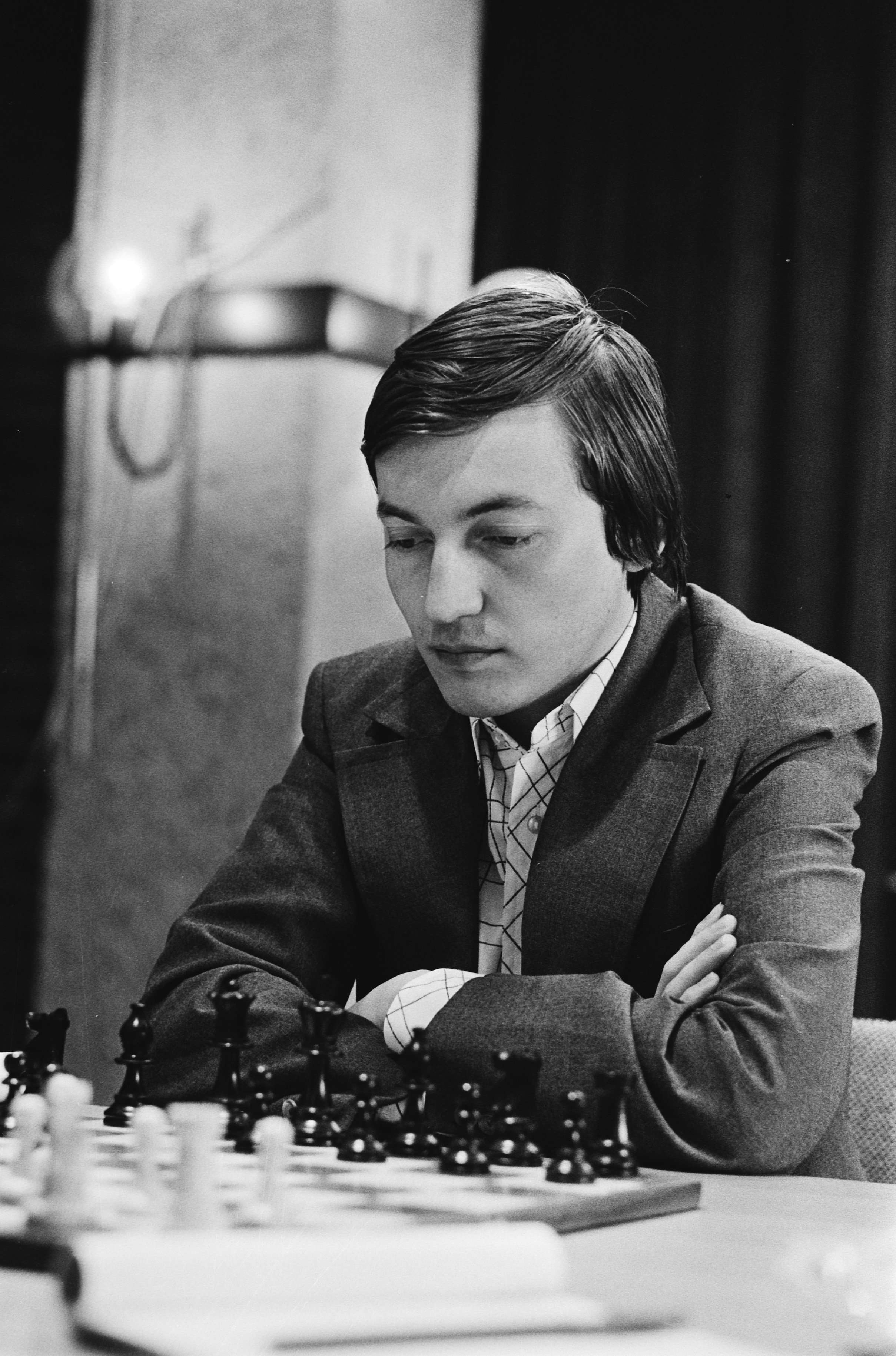
Mistrz świata 1981, Anatolij Karpow

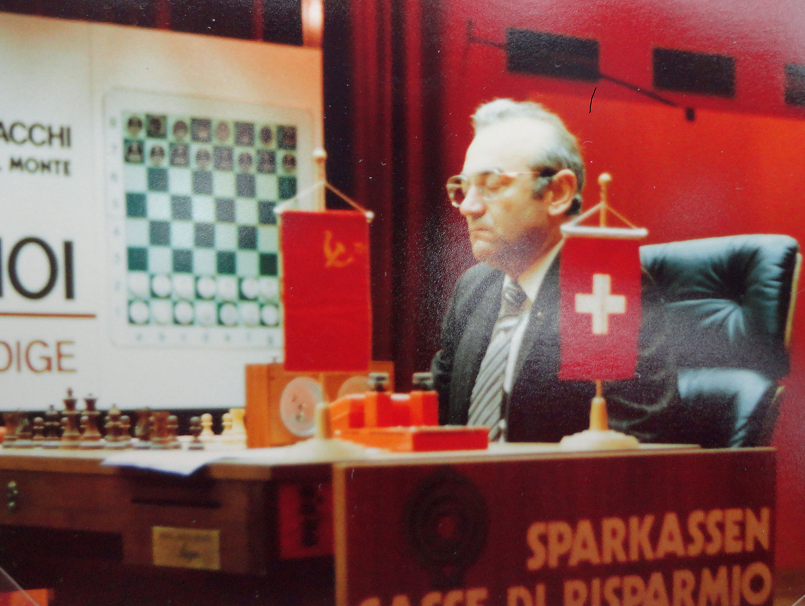
Wiktor Korcznoj (Merano 1981)

Mistrzostwa świata w szachach 1981 – mecz szachowy, pomiędzy aktualnym mistrzem świata Anatolijem Karpowem a zwycięzcą meczów pretendentów Wiktorem Korcznojem, rozegrany w Merano od 1 października do 19 listopada 1981 r. pod egidą Międzynarodowej Federacji Szachowej FIDE.

## Zasady i przebieg meczu
Mistrzem świata  miał zostać ten z zawodników, który wygra 6 partii. Również tym razem atmosfera meczu była przepełniona wrogością oraz podtekstem politycznym.
W odróżnieniu od mistrzostw świata w szachach 1978 Korcznoj oficjalnie reprezentował już Szwajcarię.
30-letni Karpow odniósł w Merano stosunkowo łatwe zwycięstwo nad 50-letnim Korcznojem 6:2 i obronił tytuł mistrza świata.  Ten mecz nazwano "masakra w Merano".
|                 | 1 | 2 | 3 | 4 | 5 | 6 | 7 | 8 | 9 | 10 | 11 | 12 | 13 | 14 | 15 | 16 | 17 | 18 | Zwycięstwa | Wynik |
| --------------- | - | - | - | - | - | - | - | - | - | -- | -- | -- | -- | -- | -- | -- | -- | -- | ---------- | ----- |
| Anatolij Karpow | 1 | 1 | = | 1 | = | 0 | = | = | 1 | =  | =  | =  | 0  | 1  | =  | =  | =  | 1  | 6          | 11    |
| Wiktor Korcznoj | 0 | 0 | = | 0 | = | 1 | = | = | 0 | =  | =  | =  | 1  | 0  | =  | =  | =  | 0  | 2          | 7     |